# Caulleriella antarctica
Caulleriella antarctica är en ringmaskart som beskrevs av Hartman 1978. Caulleriella antarctica ingår i släktet Caulleriella och familjen Cirratulidae. Inga underarter finns listade i Catalogue of Life.